# 58579 Ehrenberg
58579 Ehrenberg este un asteroid din centura principală, descoperit pe 24 septembrie 1997, de Lenka Šarounová.